# Porto Barreiro
Porto Barreiro es un municipio brasileño del estado de Paraná. Su población estimada en 2004 era de 4.938 habitantes, cayendo para 3.751 habitantes en 2007 y para 3.659 en 2010.